# 西蒙六世 (利珀)
西蒙六世（Simon VI. zur Lippe，1554年4月15日—1613年12月7日）是利珀伯爵，伯恩哈德八世的兒子，利珀家族的成員。

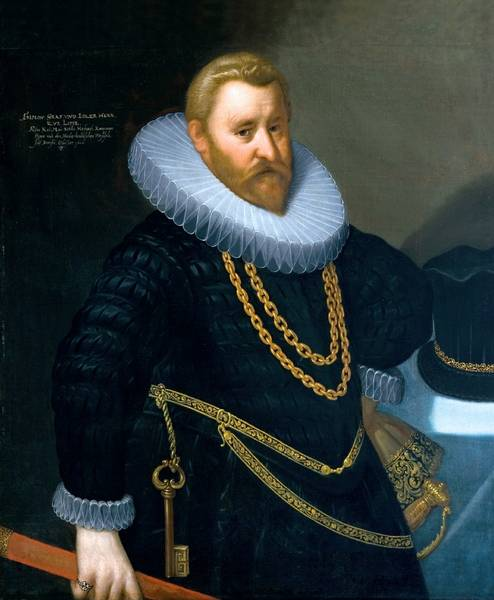
西蒙六世

西蒙六世的妻子是紹姆堡的奧托四世女兒伊麗莎白，有三子二女。
- 西蒙七世（1587—1627）
- 奧托（英语：Otto, Count of Lippe-Brake）（1589—1657）
- 腓力一世（1601—1681）
- 烏爾蘇拉（1598—1638）
- 索菲（1599—1653）